# 长江学者奖励计划
长江学者奖励计划，简称长江学者，是中华人民共和国教育部与香港長江實業創辦人李嘉诚为提高中国高等学校学术地位、振兴中国高等教育，共同筹资设立的专项计划。该计划包括实行特聘长江学者（包括特聘教授与讲座教授）和长江学者成就奖两项内容，2015年增加青年学者项目。长江学者的头衔被视为中国文科学者的最高荣誉，不过长江学者的评选并不仅限于文科，评选涉及的学科广泛。有消息指：“自2018年下半年开始，与长江学者评选所有相关工作均属涉密”。涉密原因不明，公共网络上亦难以找到新晋年度评选结果的完整名单公示。

## 沿革
1998年，由中华人民共和国教育部与香港长江实业创办人李嘉诚共同筹资设立的“长江学者奖励计划”全面启动，彼时，计划内容包括建立特聘教授岗位制度和设立“长江学者成就奖”，其中特聘教授岗位制度按照同年发布的《高等学校特聘教授岗位制度实施办法（试行）》实施，1999年，教育部对《实施办法（试行）》进行了修改，发布了《高等学校特聘教授岗位制度实施办法》和《“长江学者成就奖”实施办法》。
2004年6月，教育部发布《“长江学者和创新团队发展计划”长江学者聘任办法》，废止了《高等学校特聘教授岗位制度实施办法》、《“长江学者奖励计划”讲座教授实施办法》。
2008年12月5日，长江学者奖励计划10周年纪念大会在人民大会堂举行。
2011年，教育部印发《“长江学者奖励计划”实施办法》，废止了2004年起实施的《聘任办法》，次年，新的“长江学者奖励计划”启动，主要进行了如下调整，一是进行了人选规模调整：特聘教授人选由每年100人增加到150人，讲座教授缩小为每年50人；二是提高奖励力度，特聘教授奖金由每年10万元提高到20万元，支持年限由3年延长为5年；讲座教授奖金由每月1.5万元提高到3万元，支持年限仍为3年；三是李嘉诚基金会的淡出，新的“长江学者奖励计划”实施经费全部由中央财政专项支持。此外，新的计划还取消了“长江学者成就奖”。
2013年，教育部印发《关于进一步加强和规范高校人才引进工作的若干意见》（教人厅〔2013〕7号），提出东部高校不得到中西部高校招聘长江学者。
2015年起，新增“青年学者”项目，青年学者每年遴选200名左右，聘期为3年，每人每年10万元奖金。
2018年，中共教育部党组印发《“长江学者奖励计划”管理办法》，废止了2011年印发的《实施办法》。

## 相关事件
北京大学中文系副主任、教授沈阳在自传《一直在路上——六十年人生风景一瞥》中提及，2011年自己在北京大学申请学者特聘教授未获学术委员会通过。受南京大学文学院邀请，通过跨校申请获得这一头衔，2013年由北京大学转至南京大学任教。2018年4月，沈阳被控性侵女学生的丑闻爆发后，南京大学文学院前院长丁帆否认撤换他人，以长江学者“挖角”沈阳一事。